# Bitva u Hodówa
Bitva u Hodówa mezi Polským královstvím a silami Krymského chanátu proběhla na okraji velké turecké války v červnu 1694 poblíž vesnice Hodów. Ta se nachází na západní Ukrajině poblíž Zborova, dnes pod jménem Hodiv (Годів), tehdy však byla součástí Rusínského vojvodství, jež patřilo pod Polské království. Polsko-litevské vojsko v bitvě odolalo mnohonásobné početní převaze Tatarů, a proto se bitvě u Hodówa přezdívá polské Thermopyly, podobně jako bitvě u Wizny za druhé světové války.

## Předehra
V červnu 1694 zaútočily tatarské muslimské síly na polské území s úmyslem drancovat a zajímat rukojmí, které poté vymění za výkupné. Polské síly vyslané k jejich zastavení se skládaly ze sedmi praporů husarů a obrněných jezdců (pancerni) z pevností Okopy Świętej Trójcy a Szaniec Panny Marii, celkem přibližně 400 mužů; historik Mirosław Nagielski odhaduje počty na 100 husarů a 300 obrněnců. Počty Tatarů se odhadují na 25 000 až 70 000, přičemž nejčastěji uváděným číslem je 40 000. Jan III Sobieski, v té době polský král, také zmínil číslo 40 000.

## Bitva
První střet se odehrál na polích poblíž Hodówa. 400 mužů polské kavalérie zaútočilo na 700 Tatarů, přičemž Poláci donutili Tatary k ústupu. Krátce nato kvůli ohromnému počtu nepřátel Poláci ustoupili do vesnice Hodów a opevnili ji těžkými dřevěnými trámy, které tam zůstaly po dřívějších tatarských vpádech. Po dalších 6 hodin polské jednotky odolávaly neúnavným tatarským útokům. Dokonce i poté, co polským vojákům došla munice, pokračovali v palbě na nepřítele a jako improvizované střelivo do svých zbraní používaly tatarské šípy.
Protože Tataři nebyli schopni Poláky porazit, vyslali polsky mluvící lipské Tatary, aby polské jednotky přesvědčili, že se mají vzdát. Když polský velitel odpověděl: „Přijďte si pro nás, jestli to dokážete“, Tataři se stáhli do města Kamieniec Podolski a rozhodli se nájezd ukončit, protože navzdory velkým ztrátám a obrovské přesile svých vojsk nic nezískali.

## Následky
Král Jan III. Sobieski využil tohoto hrdinského vítězství ke zvýšení morálky armády a vyplatil štědré odškodnění těm, kteří přišli o koně, financoval léčbu zraněných a odměnil ty, kteří zajali nepřátelské vojáky. V roce 1695 také nechal vztyčit sochu připomínající bitvu. Památník přežil do moderní doby, byl obnoven v létě 2014 a byl po obnově oficiálně odhalen při oslavách 320. výročí bitvy 25. října 2014.